# Zhaotong
Zhaotong is een stadsprefectuur in het noordoosten van de zuidwestelijke provincie Yunnan, Volksrepubliek China.